# Karl II. Otto (Pfalz-Zweibrücken-Birkenfeld)
Karl II. Otto (* 5. September 1625 in Birkenfeld; † 30. März 1671 ebenda) war Pfalzgraf von Pfalz-Birkenfeld und der Letzte aus der Wittelsbacher Linie Pfalz-Birkenfeld.

## Leben
Er war der jüngste Sohn von Georg Wilhelm von Pfalz-Birkenfeld (1591–1669) und Dorothea von Solms-Sonnenwalde (1586–1625). Nach seinem Tod ging das Erbe an Christian II. von Pfalz-Birkenfeld-Bischweiler-Rappoltstein.
Er war seit dem 26. September 1658 mit Gräfin Margarete Hedwig von Hohenlohe-Neuenstein-Weikersheim (* 1. Juni 1625; † 24. Dezember 1676), Tochter von Graf Kraft von Hohenlohe-Neuenstein, verheiratet. Das Paar hatte drei Kinder.
- Karl Wilhelm (1659–1660)
- Charlotte Sophia Elisabeth (14. April 1662 – 14. August 1708 in Allenbach)[1]
- Hedwig Eleonore Maria (17. August 1663 – 12. Februar 1721 in Birkenfeld)